# Dubrave (Teslić)
Dubrave (szerbül: Дубраве), település Bosznia-Hercegovinában, a Szerb Köztársaságban, Teslić községben. 

## Fekvése
A település Bosznia-Hercegovina középső részének északi szélén, Dobojtól légvonalban 25, közúton 41 km-re délnyugatra, községközpontjától légvonalban 12, közúton 16 km-re délkeletre,  a Velika Usorától keletre fekvő dombvidéken, 350-460 méteres tengerszint feletti magasságban található.

## Népessége
| Nemzetiségi csoport | Népesség 1991 | Népesség 2013 |
| ------------------- | ------------- | ------------- |
| Szerb               | 26            | 31            |
| Bosnyák             | 5             | 0             |
| Horvát              | 331           | 27            |
| Jugoszláv           | 0             | 0             |
| Egyéb               | 1             | 0             |
| Összesen            | 367           | 58            |

## Története
A többségben horvátok lakta, egykor Vručica Katoličkához tartozó, Dubrava Vručicka néven ismert település 1878-ig tartozott az Oszmán Birodalomhoz, ekkor a berlini kongresszus határozata alapján az Osztrák-Magyar Monarchia része lett. Lakói az 1874-ben alapított brežljai római katolikus plébániához tartoztak. A monarchia szétesésével 1918-ban előbb a Szerb-Horvát-Szlovén Királyság, majd 1929-től a Jugoszláv Királyság része lett. Az 1929-es törvény értelmében, amikor Bosznia-Hercegovinát négy banovinára, Drinskára, Vrbaskára, Zetskára és Primorskára osztották, a település a Vrbaska banovina része lett, amelynek székhelye Banja Luka volt. 
Jugoszlávia megszállása után a Független Horvát Állam (NDH) része lett. A második világháború után 1992-ig a település a szocialista Jugoszlávia keretében a Bosznia-Hercegovinai Népköztársaság része volt. A boszniai háború idején szerb katonai erők a horvát lakosságot elűzték, házaikat lerombolták. A boszniai háborút lezáró daytoni békeszerződés rendelkezése alapján az ország területét felosztották a Bosznia-hercegovinai Föderáció és a boszniai Szerb Köztársaság között. A háború utáni területmegosztáskor a Szerb Köztársaság területéhez és Teslić községhez csatolták. Az elűzöttek visszatérése 2000 elején kezdődött, de csak kevesen, főként idősek tértek vissza. Az elűzött hívők többsége ma Horvátországban, Szlovéniában, Németországban és Svédországban él.